# Schizonte
Per  Schizonte   in medicina si intende un processo patologico che è insito nella malaria, che comporta la nascita di merozoiti.

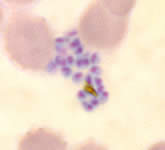
Schizonte nella plasmodium falciparum

## Dettagli
Schizonte è la fase cellulare di riproduzione asessuata cui si incorre durante il ciclo vitale dei protozoi tipici della malaria. Da questo procedimento nascono i merozoiti.
Il termine schizonte è utilizzato genericamente anche per indicare il processo di riproduzione per fissione multipla.